# 1881 ve fotografii
Tento článek obsahuje významné fotografické události v roce 1881.

## Události
- Josef Maria Eder použil první vyvolávací papíry.
- duben – šestá výstava impresionistů v pařížském studiu Felixe Nadara.[1]

## Narození v roce 1881
- 14. března – Lewis Larsson, švédský fotograf († 3. srpna 1958)
- 20. března – Madame d’Ora, rakouská fotografka († 30. října 1963)
- 15. dubna – Norah Carterová, novozélandská fotografka († 8. února 1966)
- 23. dubna – Naciye Suman, první turecká muslimská žena, která se stala profesionální fotografkou († 23. července 1973)
- 30. srpna – Frank Scholten, nizozemský fotograf a spisovatel († 29. srpna 1942)
- ? – Ralph R. Doubleday, americký fotograf s hlavním zeměřením na rodea v USA (4. července 1881 – 30. června 1958)
- ? – Emma Hanssenová, dánská fotografka, provozovala ateliér v Trondheimu (26. května 1881 – 10. února 1972)

## Úmrtí v roce 1881
- 26. dubna – Antonín Dvořák, český malíř a fotograf (* 16. prosince 1817)
- 29. dubna – Antoine Samuel Adam-Salomon, francouzský sochař a fotograf (* 9. ledna 1818)
- 11. října – Sarah Louise Juddová, americká fotografka a první komerční fotografka v Minnesotě (* 26. června 1802)
- 29. listopadu – Giacomo Brogi, italský fotograf (* 6. dubna 1822)
- ? – Caroline Beckerová, první profesionální fotografka ve Finsku s ateliérem ve Vyborgu (* 1826)